# ビデオシアター
ビデオシアターは、1983年から2006年まで存在した、高輝度なビデオプロジェクターを使用して上映を行う映画館である。

## 概要

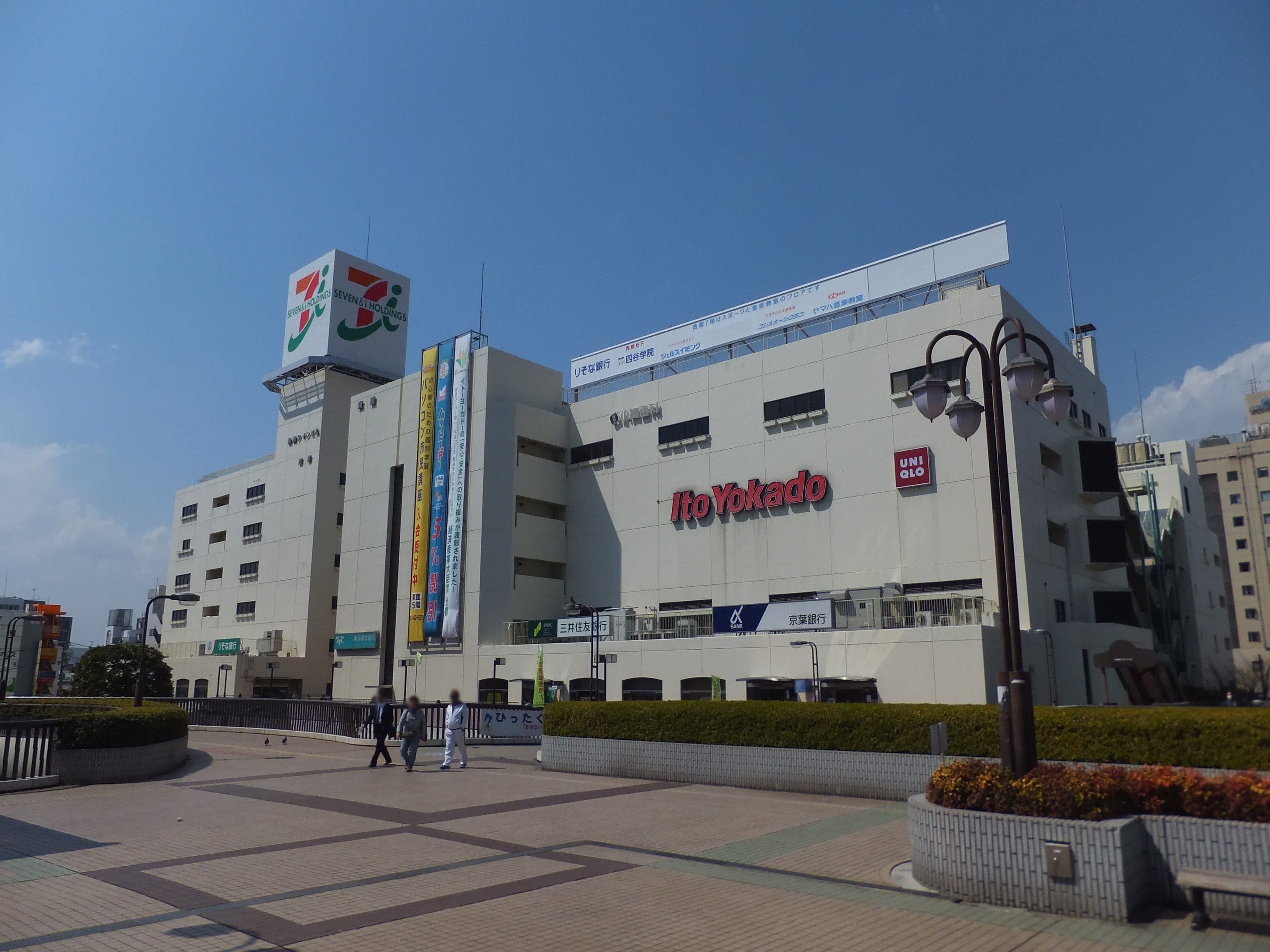
ビデオシアターが初めて導入されたコミュニティシアター船橋のあったイトーヨーカドー船橋店

客席が100席前後で映写室がなく、代わりに天吊りされたビデオプロジェクターから投影を行う。東宝、松竹、東映、日本ヘラルド等のメジャー系の配給会社が作品を提供していた。後年にはJリーグの試合の中継など今日で言うところのODSに近いコンテンツを上映したこともある。従来の35mmフィルムと比較したメリットとしては、映写室が不要になったことで、高い天井高を持たない建物でも映画館が設置できるようになったこと。導入コストが比較的安価なこと。ビデオテープを使用していたため取り扱いが容易になり、技術的な訓練を要さずとも操作ができるようになったことなどが挙げられる。一方、デメリットとしては、高輝度なビデオプロジェクターを使用していたとはいえフィルム映写機ほどの強い光源ではないため、スクリーンのサイズはフィルム映写機を使った映画館より制限がありやや小さいこと。35mmフィルムと比較して画像が粗いことなどが挙げられる。

## 歴史
1983年にソニーがビデオシアターの1方式であるソニー・シネマチックを発表し、1984年6月からは株式会社シネマチック・ジャパン（後のソニー・シネマチック株式会社）がビデオシアターの導入を行った。最初に採用したのはイトーヨーカ堂が船橋店の店内に設置したコミュニティシアター船橋で、1983年4月29日に開館した。1982年8月に北海道北見市の東急デパートの中に開館した劇場が最初とする文献もある。当時は流通関係の会社が商業施設の集客装置として文化施設を併設する動きがあった。中にはフィルム映写機を使った映画館を導入する場合もあったが、ビデオシアターの小規模な映画館と言う形態がこの動きにマッチしビデオシアターは広まっていった。また、シネマチック・ジャパンは設備導入だけでなく開業支援も行なっていた。このため、ビデオシアターの大半が商業施設内に併設され新規開業した映画館である。スーパーマーケットや百貨店に1〜3スクリーンを併設する形態が多かった。1993年に合理化設備としてビデオシアターのシステムが優遇税制の対象となったこともこの流れを後押しした。1993年3月27日には東京都多摩市に5スクリーンのビデオシアターとして多摩カリヨンシアターが開館するまでになり、全盛期には約80スクリーンを数えた。
一方、既存の映画館がビデオシアターに設備を変更することはほとんど無かった。当時、既にフィルム映写機も全自動化されていたためメリットが無かったことや、既存の映画館のスクリーンサイズで投影するには輝度が低かったため置き換えが難しかったなどの理由による。ただし、従来からの映画興行会社でも新館を設置する際や移転をする際に導入する事例は見られた。例えば、1992年10月30日に開館した東宝東部興行の新潟万代東宝（2スクリーン）や、1993年3月20日に開館した佐々木興業の松戸シネマサンシャイン（3スクリーン）がそれにあたる。
制作会社によっては難色を示すこともあり、1992年に東映がディズニーの『シンデレラ』と『ミッキーのたつまき騒動』を「夢のファンタジーワールド」枠で劇場とビデオシアターで上映しようとしたら、ディズニーから却下されて断念したことがある（シンデレラ (1950年の映画)#夢のファンタジーワールド）他、ルーカスフィルムも『スター・ウォーズシリーズ』はフィルム以外での上映を認めないと主張したことがあった。
1993年以降、本格的なマルチプレックスの時代に入り、商業施設に入居する映画館もビデオシアターではなくシネマコンプレックスが選ばれるようになるとビデオシアターは停滞期に入る。1990年代後半にも天井高の制約がある既存の商業施設など、一部でビデオシアターが新規開業することはあったが概ねこれ以上市場が広がることはなかった。
将来のハイビジョン化も見越していたが、2004年にソニー・シネマチックは市場の小ささとビデオテープの画質の限界を理由に撤退を決定。この時期まで残っていたビデオシアターは動員も比較的安定していたため反発もあったが、2006年に配給を停止した。港南台シネサロンなど11サイトは改装し座席数を減らして映写室を作り35mmフィルム映写機での上映に切り替えたが、大半の劇場はコストの高さに切り替えを諦め閉館した。残った映画館の支援をするためにソニー・シネマチックから独立した社員がシネマ・アライアンス有限会社を立ち上げて、番組編成を行なっている。

## 規格
映写規格は下記の2つにわかれた。

### ソニー・シネマチック
1983年に発表されたソニーが開発した方式。ソニー製のビデオプロジェクターとPAL方式のBETACAMビデオテープレコーダー4台を使用してノンインターレース方式にて上映を行うシステムであった。東宝、東映、日本ヘラルド等の配給会社はこの方式を支持し、作品を配給した。常設映画館はシネマチック・ジャパンと番組編成契約を結び、上映作品の提供を受けた。多くのビデオシアターが採用していた方式である。

### CINEMA21
1990年に発表された松下電器産業と松竹が共同開発した方式。ソニー・シネマチックと比較し後発であり、高画質であるとされた。システム一式で1850万円と高価であり、テープ起こしにかかる費用も当初はソニー・シネマチックと比べ高額を想定していた。しかし、松竹以外の配給各社がこれに難色を示したため、ソニー・シネマチックと同額に落ち着き、東宝、東映、日本ヘラルド等からも配給されることとなった。常設映画館は松竹が、非興行館は松下が販売を行った。

## 劇場
ビデオシアターを採用していた映画館を以下に示す。前述のとおり大半の劇場は既に閉館している。
- コミュニティシアター船橋（千葉県船橋市、イトーヨーカドー船橋店5階）<1スクリーン、100席、1983年4月29日開館>
- ジャスコファミリーシアター（千葉県佐倉市、扇屋ジャスコ臼井店3階）<1スクリーン、48席、1984年3月10日開館>
- ジャスコマリンピア（千葉県千葉市稲毛区、ジャスコ稲毛店4階）<3スクリーン、200席、1984年4月27日開館>
- テアトル・キッズ（神奈川県横浜市西区、横浜そごう5階）<1スクリーン、68席、1985年9月30日開館>
- サンバード・ホール（埼玉県鴻巣市、長崎屋北鴻巣店2階）<1スクリーン、82席、1985年11月3日開館>
- コロクシネマ（群馬県富岡市、コロクショッピングセンターキンカ堂富岡店3階）<1スクリーン、84席、1985年12月20日開館>
- とうきゅうシアター（茨城県取手市、取手とうきゅう8階）<1スクリーン、100席、1986年3月21日開館>
- せいせきシネマックス（東京都多摩市、京王ショッピングセンターA館7階）<2スクリーン、198席、1986年3月28日開館>
- 百人劇場（奈良県橿原市、近鉄百貨店橿原店6階）<1スクリーン、85席、1986年4月25日開館>
- パンジョ・シネマ（大阪府堺市、パンジョ4階）<1スクリーン、80席、1986年7月19日開館>
- いなげやホール（埼玉県入間郡毛呂山町、いなげや毛呂店2階）<1スクリーン、88席、1986年11月15日開館>
- 瀬田アルプラ劇場（滋賀県大津市、アル・プラザ瀬田4階）<1スクリーン、97席、1987年2月28日開館>
- ピュア・ドリームシアター（福岡県大野城市、下大利えびすショッピングセンター（現：イオン下大利店）2階）<1スクリーン、88席、1987年4月10日開館>
- 港南台シネサロン（神奈川県横浜市港南区、港南台センターバーズ3階）<2スクリーン、164席、1987年9月15日開館>2017年現在も港南台214ビルに移転して営業中（2012年にデジタル化）
- シネマスクリーン・アスティ（宮崎県日向市、アスティ日向寿屋3階）<2スクリーン、176席、1987年10月14日開館>
- アピタ・シアター（富山県富山市、アピタ富山2階）<2スクリーン、120席、1987年10月22日開館>
- ベルシアター（山梨県南都留郡河口湖町、河口湖ショッピングセンターベル4階）<1スクリーン、90席、1987年11月12日開館>
- シネスポット・イースト418（宮崎県宮崎市、宮崎寿屋百貨店8階）<1スクリーン、88席、1987年11月12日開館>
- 武生アピタシアター（福井県武生市、武生ショッピングタウンCIPY 2階）<1スクリーン、75席、1988年3月17日開館>
- フローラシアター（兵庫県三田市、フローラ88ショッピングセンター3階）<1スクリーン、80席、1988年3月18日開館>
- 近鉄ビデオスタジオ100（大阪府大阪市阿倍野区、近鉄百貨店阿倍野店5階）<1スクリーン、99席、1988年11月11日開館>
- 西神オレンジシネマ（兵庫県神戸市西区、ダイエー西神中央店3階）<2スクリーン、140席、1989年11月24日開館>
- ロゼシアター（大阪府富田林市、エコール・ロゼ4階）<1スクリーン、71席、1989年12月9日開館>
- 和泉府中サティシネマ（大阪府和泉市、和泉府中サティ3階）<2スクリーン、165席、1990年3月1日開館>
- ポケットシネマ（千葉県浦安市、ショッパーズプラザ新浦安4階）<2スクリーン、184席、1990年7月2日開館>
- ららぽーと松竹（千葉県船橋市、ららぽーと船橋ショッピングセンター内）<1スクリーン、99席、1990年7月14日開館>
- ベレーネシネマ（兵庫県神戸市西区、カナート西神戸店2階）<1スクリーン、94席、1990年7月21日開館>
- 札幌ピカデリー2（北海道札幌市中央区、アーバン札幌ビル内）<1スクリーン、94席、1990年10月1日開館>
- シネフェスタ（茨城県日立市、イトーヨーカドー日立店5階）<2スクリーン、171席、1991年10月30日開館>
- 城陽アルプラ劇場（京都府城陽市、アル・プラザ城陽店4階）<1スクリーン、111席、1992年2月14日開館>
- 茂原そごうシネマサロン（千葉県茂原市、茂原そごう ７階）<1スクリーン、104席、1992年3月7日開館>
- サンマルシェシアター（愛知県春日井市、サンマルシェ南館3階）<1スクリーン、76席、1992年4月25日開館>
- サンリブシアター（福岡県糟屋郡古賀町、サンリブ古賀店2階）<1スクリーン、88席、1992年11月21日開館>
- 新潟万代東宝（新潟県新潟市、万代シテイバスターミナル3階）<2スクリーン、285席、1992年10月30日開館>
- コミュニティシアター（秋田県平鹿郡大雄村、ゆとりおん大雄2号館内）<1スクリーン、60席、1992年12月21日開館>
- コロナホール（愛知県豊田市、豊田コロナ会館3階）<2スクリーン、166席、1992年12月26日開館>
- COMAシアター（山梨県南巨摩郡身延町、身延ショッピングセンターCOMA内）<1スクリーン、93席、1993年3月17日開館>
- 松戸シネマサンシャイン（千葉県松戸市、西口公園前綜合第3ビル内）<3スクリーン、321席、1993年3月20日開館>
- 多摩カリヨンシアター（東京都多摩市、多摩カリヨン館8階）<5スクリーン、489席、1993年3月27日開館>
- 千葉そごうシネマサロン（千葉県千葉市中央区、千葉そごう内）<1スクリーン、98席、1993年7月27日開館>
- 筑紫野とうきゅうシアター（福岡県筑紫野市、筑紫野とうきゅう内）<2スクリーン、225席、1993年5月18日開館>
- 相模大野シネサイト（神奈川県相模原市、相模大野ステーションスクエアB館6階）<3スクリーン、196席、1999年4月開館>